# Meitnerium
Meitnerium, tidigare provisoriskt kallat unnilennium, är ett syntetiskt radioaktivt grundämne som tillhör transuranerna. Den mest stabila isotopen, 266Mt, har en halveringstid på 0,0034 sekunder.
Ämnet upptäcktes för första gången 1982 hos Gesellschaft für Schwerionenforschung (GSI) i Darmstadt i Tyskland. Det namngavs efter den österrikiska fysikern Lise Meitner.